# New Vaudeville Band
The New Vaudeville Band est un groupe musical créé par le parolier Geoff Stephens (en) (né le 1er octobre 1934 à New Southgate (en), North London) en 1966 pour enregistrer sa nouvelle composition Winchester Cathedral, une chanson inspirée par les orchestres dansants des années 1920 et par un style vocal Rudy Vallée megaphone[Quoi ?].  À sa surprise, la chanson devint un succès qui a traversé l'Atlantique durant l'automne, entrant dans le UK Singles Chart au Royaume-Uni et se classant no 1 aux États-Unis. Les ventes globales du single furent de plus de trois millions de CD, d'après le disque d'or remis par la RIAA.  La chanson a également gagné un Grammy Award en tant que meilleure chanson contemporaine en 1967. Le chanteur du groupe était John Carter (en), auparavant membre du groupe The Ivy League, qui a chanté sur la démo du disque, que Stephens a décidé de garder pour la diffusion commerciale. Un album est sorti en 1966 par Fontana Records, également intitulé Winchester Cathedral.
L'album est également composé de la chanson There's a Kind of Hush, écrite par Geoff Stephens et Les Reed. Ce titre est repris et rendu célèbre par les Herman's Hermits en 1967 et ressuscité par les Carpenters en 1976. Claude François et Vline Buggy adapte la chanson sous le titre Qu'est-ce que tu deviens en 1966, que chante Claude François. Qu'est-ce que tu deviens entre dans le classement français. Axelle Renoir reprend Qu'est-ce que tu deviens sur l'album hommage à Claude François intitulé Claude François, autrement dit.
Quand Stephens a reçu plusieurs demandes pour que le groupe parte en tournée, il a dû créer un groupe car la chanson était enregistrée avec des musiciens embauchés pour l'occasion. Il contacta un groupe déjà existant, le Bonzo Dog Doo-Dah Band, qui jouait dans un style similaire. De ce groupe, seul Bob Kerr (en) fut intéressé, il quitta donc les Bonzos pour aider Stephens à former The New Vaudeville Band, qui a finalement inclus le batteur de la session d'enregistrement Henri Harrison. Le chanteur de la tournée fut Alan Klein (en), crédité comme « Tristram - Seventh Earl of Cricklewood ».
En 1967, le New Vaudeville Band a sorti son album On Tour, qui contenait le titre Peek-A-Boo, qui fut Billboard Hit-parade en février et atteint la 7e position du UK Singles Chart. D'autres succès suivirent : Finchley Central (no 11) et Green Street Green (no 37), tous les deux basés à Londres et donc moins significatives pour un public américain. En 1968, le groupe a un rôle majeur dans la bande musicale du  film Un amant dans le grenier, mais leur notoriété a commencé à s'effacer avec les acheteurs de disques. 
Le New Vaudeville Band était managé par Peter Grant. Kerr a quitté le groupe à la suite d'une mésentente avec  Grant. Il a alors formé son propre groupe, Bob Kerr's Whoopee Band (en), qui continue de se produire avec Henri Harrison.
Un autre album (While We Are All Assembled !) non daté a été édité à titre privé vers 1979, et il est mentionné sur la pochette que le groupe « have firmly re-established themselves in the higher echelons of the British club scene" since returning four years previously from "their successful three years in the USA and Canada ».